# Daniel (Rakete)
Daniel (ursprünglich OPD-220-ADX) ist die Bezeichnung einer Höhenforschungsrakete, die vom französischen Forschungsinstitut ONERA entwickelt wurde.

## Entwicklungsgeschichte
Unter dem Eindruck des Internationalen Geophysikalischen Jahres und des beginnenden Wettlaufs ins All wurden auch in Frankreich die Forschungen an Raketen intensiviert. Kurz nach dem Start von Sputnik 1 und Sputnik 2 und noch unter dem Eindruck des Sputnikschocks startete die ONERA am 28. November 1957 einen Prototyp der Rakete ADX mit einer noch funktionslosen Drittstufe OPd-220. Die Abkürzung „OPd“ wies auf die Abteilung der Allgemeinen Physik innerhalb der ONERA hin, der Wert 220 bezeichnete den Durchmesser in Millimeter.
Im Laufe der weiteren Entwicklung wurde die OPd-220 durch die Drittstufe Melanie ersetzt. Am 11. Dezember 1958 wurde die Bezeichnung OPD-220-ADX durch den Namen Daniel ersetzt. Man hatte spontan aus dem Kalender den Namen des Tagesheiligen genommen. Der Erststart der vollständigen Rakete erfolgte am 27. Januar 1959, wobei eine Höhe von 127 km erreicht wurde. Dies war die erste Rakete der ONERA und die zweite französische, die die 100-km-Grenze zum Weltraum überschritt.
Teile der Ausrüstung wurden später in der Antarès-Rakete weiter verwendet. Die Drittstufe Melanie wurde zur vierten Stufe der Weiterentwicklung Berenice. Die Zweitstufe MD-620 fand später in den israelischen Jericho-Raketen Verwendung.

## Beschreibung
Die Daniel bestand aus drei Stufen (Erststufe: SPRAN-50, Zweitstufe: MD-620, Drittstufe: Melanie), die alle mit Feststoff angetrieben wurden. Sie erreichte eine Apogäumshöhe von 130 km und hatte eine Startmasse von 813 kg, einen Durchmesser von 0,40 m sowie eine Länge von 8,50 m.

## Starts
Alle drei Daniel-Raketen starteten erfolgreich vom Centre d’Essais et de Recherches d’Engins Speciaux (CERES) auf der Île du Levant.
| Datum           | Messungsgegenstand            | Apogäumshöhe |
| --------------- | ----------------------------- | ------------ |
| 27. Januar 1959 | atmosphärische Radioaktivität | 127 km       |
| 5. Oktober 1961 | Technologie                   | 130 km       |
| 9. Oktober 1961 | Technologie                   | 130 km       |